# Eucalyptococcus lobulatus
Eucalyptococcus lobulatus är en insektsart som först beskrevs av William Miles Maskell 1894.  Eucalyptococcus lobulatus ingår i släktet Eucalyptococcus och familjen ullsköldlöss. Inga underarter finns listade i Catalogue of Life.